# Dromichaetes
Dromichaetes était un roi gète aux alentours de 300 av . J.-C.. Ses combats contre Lysimaque, rapportés par de nombreux historiens antiques (Strabon, Diodore de Sicile, Polybe, Plutarque, Pausanias...) l'ont rendu célèbre. Lysimaque fut capturé, puis libéré. Une des filles de Lysimaque va épouser Dromichaetes.